# Sherzod Nasrullaev
Sherzod Innatillo oglu Nasrullaev (in uzbeco Шерзод Иннатилло оглы Насруллаев?; Koson, 23 luglio 1999) è un calciatore uzbeko, centrocampista del Nasaf Qarshi e della nazionale uzbeka.

## Carriera

### Club
Esordisce con il Nasaf Qarshi nel 2018, contribuendo alla vittoria di 3 coppe dell'Uzbekistan ed una supercoppa dell'Uzbekistan.

### Nazionale
Ha esordito nel 2022 con l'Uzbekistan. 
Il 4 gennaio 2024 viene convocato per partecipare alla Coppa d'Asia. Segna la prima rete in nazionale, nella sfida vinta per 3-0 contro l'India.

## Statistiche

### Presenze e reti nei club
Statistiche aggiornate al 1º dicembre 2023.
| Stagione        | Squadra         | Campionato      | Campionato | Campionato | Coppe nazionali | Coppe nazionali | Coppe nazionali | Coppe continentali | Coppe continentali | Coppe continentali | Altre competizioni | Altre competizioni | Altre competizioni | Totale | Totale | Totale |
| Stagione        | Squadra         | Comp            | Pres       | Reti       | Comp            | Pres            | Reti            | Comp               | Pres               | Reti               | Comp               | Pres               | Reti               | Pres   | Reti   |        |
| --------------- | --------------- | --------------- | ---------- | ---------- | --------------- | --------------- | --------------- | ------------------ | ------------------ | ------------------ | ------------------ | ------------------ | ------------------ | ------ | ------ | ------ |
| 2018            | Nasaf Qarshi    | USL             | 1          | 0          |                 | -               | -               |                    | -                  | -                  |                    | -                  | -                  | 1      | 0      |        |
| 2019            | Nasaf Qarshi    | USL             | 12         | 0          | CU              | 2               | 0               |                    | -                  | -                  |                    | -                  | -                  | 14     | 0      |        |
| 2020            | Nasaf Qarshi    | USL             | 22         | 0          | CU              | 0               | 0               |                    | -                  | -                  |                    | -                  | -                  | 22     | 0      |        |
| 2021            | Nasaf Qarshi    | USL             | 22         | 3          | CU              | 5               | 0               | AFCC               | 7                  | 1                  | SU                 | 1                  | 0                  | 35     | 4      |        |
| 2022            | Nasaf Qarshi    | USL             | 21         | 0          | CU              | 4               | 0               | ACL                | 1+1                | 0+1                | SU                 | 1                  | 0                  | 28     | 1      |        |
| 2023            | Nasaf Qarshi    | USL             | 25         | 2          | CU              | 6               | 0               | ACL                | 6                  | 0                  | SU                 | 1                  | 0                  | 38     | 2      |        |
| Totale Nasaf    | Totale Nasaf    | Totale Nasaf    | 103        | 5          |                 | 17              | 0               |                    | 15                 | 2                  |                    | 3                  | 0                  | 138    | 7      |        |
| Totale carriera | Totale carriera | Totale carriera | 103        | 5          |                 | 17              | 0               |                    | 15                 | 2                  |                    | 3                  | 0                  | 138    | 7      |        |

### Cronologia presenze e reti in nazionale
| Cronologia completa delle presenze e delle reti in nazionale ― Uzbekistan | Cronologia completa delle presenze e delle reti in nazionale ― Uzbekistan | Cronologia completa delle presenze e delle reti in nazionale ― Uzbekistan | Cronologia completa delle presenze e delle reti in nazionale ― Uzbekistan | Cronologia completa delle presenze e delle reti in nazionale ― Uzbekistan | Cronologia completa delle presenze e delle reti in nazionale ― Uzbekistan | Cronologia completa delle presenze e delle reti in nazionale ― Uzbekistan | Cronologia completa delle presenze e delle reti in nazionale ― Uzbekistan |
| Data                                                                      | Città                                                                     | In casa                                                                   | Risultato                                                                 | Ospiti                                                                    | Competizione                                                              | Reti                                                                      | Note                                                                      |
| ------------------------------------------------------------------------- | ------------------------------------------------------------------------- | ------------------------------------------------------------------------- | ------------------------------------------------------------------------- | ------------------------------------------------------------------------- | ------------------------------------------------------------------------- | ------------------------------------------------------------------------- | ------------------------------------------------------------------------- |
| 27-1-2022                                                                 | Dubai                                                                     | Uzbekistan                                                                | 4 – 2                                                                     | Sudan del Sud                                                             | Amichevole                                                                | -                                                                         |                                                                           |
| 29-3-2022                                                                 | Namangan                                                                  | Uzbekistan                                                                | 4 – 2                                                                     | Uganda                                                                    | Amichevole                                                                | -                                                                         |                                                                           |
| 27-9-2022                                                                 | Suwon                                                                     | Uzbekistan                                                                | 1 – 2                                                                     | Costa Rica                                                                | Amichevole                                                                | -                                                                         | 72’                                                                       |
| 16-11-2022                                                                | Tashkent                                                                  | Uzbekistan                                                                | 2 – 0                                                                     | Kazakistan                                                                | Amichevole                                                                | -                                                                         | 69’                                                                       |
| 20-11-2022                                                                | Tashkent                                                                  | Uzbekistan                                                                | 0 – 0                                                                     | Russia                                                                    | Amichevole                                                                | -                                                                         |                                                                           |
| 24-3-2023                                                                 | Gedda                                                                     | Uzbekistan                                                                | 1 – 0                                                                     | Bolivia                                                                   | Amichevole                                                                | -                                                                         | 58’                                                                       |
| 28-3-2023                                                                 | Gedda                                                                     | Uzbekistan                                                                | 1 – 1                                                                     | Venezuela                                                                 | Amichevole                                                                | -                                                                         | 88’                                                                       |
| 11-6-2023                                                                 | Tashkent                                                                  | Uzbekistan                                                                | 3 – 0                                                                     | Oman                                                                      | CAFA Nations Cup 2023                                                     | -                                                                         |                                                                           |
| 14-6-2023                                                                 | Tashkent                                                                  | Turkmenistan                                                              | 0 – 2                                                                     | Uzbekistan                                                                | CAFA Nations Cup 2023                                                     | -                                                                         |                                                                           |
| 20-6-2023                                                                 | Tashkent                                                                  | Uzbekistan                                                                | 0 – 1                                                                     | Iran                                                                      | CAFA Nations Cup 2023                                                     | -                                                                         | 78’                                                                       |
| 9-9-2023                                                                  | Saint Louis                                                               | Stati Uniti                                                               | 3 – 0                                                                     | Uzbekistan                                                                | Amichevole                                                                | -                                                                         | 68’                                                                       |
| 13-9-2023                                                                 | Atlanta                                                                   | Messico                                                                   | 3 – 3                                                                     | Uzbekistan                                                                | Amichevole                                                                | -                                                                         | 46’ 87’                                                                   |
| 13-10-2023                                                                | Dalian                                                                    | Vietnam                                                                   | 0 – 2                                                                     | Uzbekistan                                                                | Amichevole                                                                | -                                                                         | 46’                                                                       |
| 16-10-2023                                                                | Dalian                                                                    | Cina                                                                      | 1 – 2                                                                     | Uzbekistan                                                                | Amichevole                                                                | -                                                                         | 89’                                                                       |
| 16-11-2023                                                                | Ashgabat                                                                  | Turkmenistan                                                              | 1 – 3                                                                     | Uzbekistan                                                                | Qual. Mondiali 2026                                                       | -                                                                         | 75’                                                                       |
| 25-12-2023                                                                | Dubai                                                                     | Kirghizistan                                                              | 1 – 4                                                                     | Uzbekistan                                                                | Amichevole                                                                | -                                                                         |                                                                           |
| 7-1-2024                                                                  | Doha                                                                      | Palestina                                                                 | 0 – 1                                                                     | Uzbekistan                                                                | Amichevole                                                                | -                                                                         |                                                                           |
| 13-01-2024                                                                | Al Rayyan                                                                 | Uzbekistan                                                                | 0 – 0                                                                     | Siria                                                                     | Coppa d'Asia 2023 - 1º turno                                              | -                                                                         | 46’                                                                       |
| 18-01-2024                                                                | Al Rayyan                                                                 | India                                                                     | 0 – 3                                                                     | Uzbekistan                                                                | Coppa d'Asia 2023 - 1º turno                                              | 1                                                                         | 46’                                                                       |
| Totale                                                                    |                                                                           | Presenze                                                                  | 19                                                                        |                                                                           | Reti                                                                      | 1                                                                         |                                                                           |

## Palmarès

### Club

#### Competizioni nazionali
- Campionato uzbeko: 1

Nasaf Qarshi: 2024
- Coppa dell'Uzbekistan: 3

Nasaf: 2021, 2022, 2023
- Supercoppa dell'Uzbekistan: 3

Nasaf: 2023, 2024, 2025